# 国际大陆科学钻探计划
国际大陆科学钻探计划（ICDP）是在地球科学领域开展大陆科研钻探的国际行动。以理解地球地壳的过程与结构，验证地质学模型。
研究领域包括气候与生态系统变化、可持续的地质资源、自然灾害等。每年1月15日召开成员国科学家与科研单位的大会讨论项目进展与需要资助的项目。

## 历史
1996年2月在德国驻东京大使馆正式成立ICDP。 

## 成员国
目前，奥地利，比利时，加拿大，中国，捷克，芬兰，法国，德国，爱尔兰，印度，以色列，意大利，日本，新西兰，挪威，波兰，南韩，西班牙，瑞典，瑞士，荷兰，英国，美国、联合国教科文组织是ICDP成员国。